# دیگو کانته
دیگو کانته (انگلیسی: Diego Cañete؛ زادهٔ ۲۵ ژوئن ۱۹۸۶) بازیکن فوتبال است.
از باشگاه‌هایی که در آن بازی کرده‌است می‌توان به باشگاه اتلتیکو ایندپندینته اشاره کرد.